# Na marne

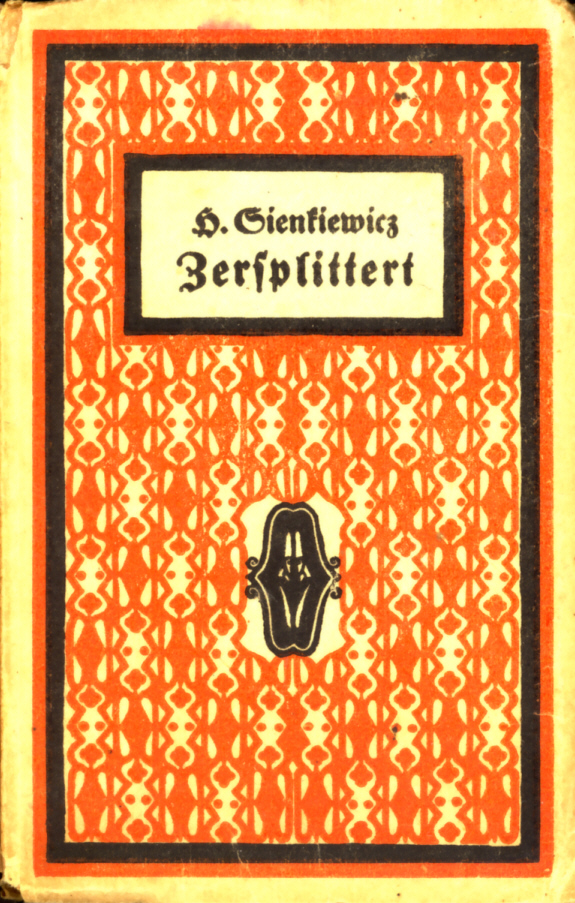
Deutsche Ausgabe von 1918

Na marne ist eine Novelle des polnischen Schriftstellers Henryk Sienkiewicz (1846–1916), die 1872 erschienen ist. Die deutsche Übersetzung lautet Zersplittert.
Na marne ist die erste Novelle, die Sienkiewicz veröffentlichte. Dieses Jugendwerk entstand in jener Zeit, als der Autor noch als Journalist für verschiedene Zeitschriften tätig war und Feuilletons und humoristische Beiträge verfasste. Mit ihr beginnt also Sienkiewiczs literarisches Schaffen, das anfangs positivistisch und fortschrittlich geprägt war, im Gegensatz zu den bekannteren späteren konservativen und nationalen historischen Romanen.

## Inhalt
Der aus bescheidenen Verhältnissen stammende Joseph Schwarz kommt in Kiew an, um hier zu studieren. Er entscheidet sich für das Medizinstudium. Durch seinen Freund Gustav, bei dem er auch wohnt, wird er in das Kiewer Studentenleben eingeführt. Dort lernt er die Witwe Helena Potkanska kennen, die früh ihren Gatten und auch ihr Kind verloren hat und nunmehr, psychisch äußerst labil, von Gustav verehrt wird. Er liebt diese Frau, ohne es ihr eingestanden zu haben, kümmert sich um alle Lebensangelegenheiten der Hilflosen und macht sich ihr unentbehrlich. Helena gibt aber kein Zeichen einer ihrerseitigen Zuneigung zu erkennen, worunter der kränkliche Gustav sehr leidet. Sie ist vielmehr dauernd auf der Suche nach ihrem Mann. Schwarz, der dem Verstorbenen ähnlich sieht, erweckt ihr Interesse. Dieser gelobt aber seinem Freund, ihr fernzubleiben, da er um seine Liebe zu ihr weiß. Als Gustav die Aussichtslosigkeit seiner Liebe endlich erkennt und seine Erkrankung, wohl auch dadurch, sich sehr verschlimmert, bittet er Schwarz, sein Versprechen zu vergessen, die Witwe aufzusuchen und sich weiter um sie zu kümmern, da er es nicht mehr vermag. Schwarz tut dies, ist von Helena fasziniert und eine langdauernde Beziehung zwischen ihnen beginnt, bei der Schwarz, wie einst Gustav, die Rolle übernimmt, sich um die Frau zu kümmern. Gustav stirbt inzwischen. Nach längerer Zeit beginnen die Studienkollegen Schwarz zu ermahnen, diese Beziehung endlich zu legalisieren, was seinen Unwillen erregt. Er hat sich im Laufe der Jahre eine hervorragende Stellung unter den Studenten errungen, war stets zielstrebig und tatkräftig. Ein Student, dem wegen seines Lebenswandels der Ausschluss vom Studium drohte, wurde von Schwarz zu sich genommen und so weit gebracht, dass dieser mit dem Trinken aufgehört hat und sein Studium weiter verfolgte. Dieser Augustinowicz lebt mit Schwarz zusammen in dessen Wohnung. Schwarz muss sich innerlich eingestehen, dass die Liebe zu Helena bei ihm erloschen ist. Hingegen hat die junge Gräfin Lula, die mit ihrem verarmten Vater im selben Haus wie Schwarz wohnte, sein Interesse erregt. Als ihr Vater stirbt, weiß es Schwarz so einzurichten, dass die mittellose Lula bei Frau Witzberg und deren Tochter Malinka aufgenommen wird. Er kümmert sich mehr und mehr um sie, besucht sie täglich gemeinsam mit Augustinowcz, der die Malinka umwirbt, und vernachlässigt Helena. In dem Konflikt zwischen der Neigung zu Lula und der Pflicht gegenüber Helena entscheidet sich Schwarz pflichtgemäß für Helena und macht ihr einen Heiratsantrag. Lula besucht er nicht mehr. Augustinowicz verschweigt Lula aber die wahren Beweggründe, sondern redet sich auf das Studium aus. Schwarz steht kurz vor seinem Abschluss. Ein vermögender Cousin, Pelski, ist inzwischen aufgetaucht und umwirbt Lula. Augustinowicz, der von Lula nicht viel hält und der Meinung ist, diese werde sowieso den reichen Verwandten heiraten, verschweigt ihr den wahren Sachverhalt. Schwarz wird über diesem Konflikt schwer krank und ringt mit dem Tod. Als Helena, die seit Schwarzens Heiratsantrag aufgeblüht ist, ihn im Spital besucht und dieser ihr in seinem Fieberwahn die Wahrheit entgegenschleudert, dass er sie nicht liebe, stürzt Helena wie von Sinnen davon, irrt durch die Stadt und geht ins Wasser. Lula hat inzwischen, in der Meinung, Schwarz werde sie heiraten, sich für diesen entschieden und lehnt einen Antrag Pelskis ab. Als sie durch Augustinowicz endlich die Wahrheit erfahren hat, bricht auch für sie eine Welt zusammen. Augustinowicz versucht gutzumachen, was er an Lula gesündigt hat und bringt Pelski dazu, ihr erneut einen Antrag zu machen. Doch Lula, nunmehr innerlich gereift, geht nach Odessa, um dort selbstständig zu leben und zu arbeiten. Schwarz hingegen wird zwar wieder gesund, er ist jedoch ein völlig veränderter Mensch. Der einst tatkräftige ist nunmehr apathisch und geistesabwesend.
Am Abende desselben Tages sagte Augustinowicz zu Schwarz:
Wir verbrauchen gar zu viel Lebenskraft auf der Jagd um Frauenliebe – die Liebe entfliegt wie der Vogel und die Kräfte haben wir zersplittert.

## Ausgaben
- Pisma Henryka Sienkiewicza. T. 74. Na marne. Warschau: Redakcya Tygodnika Illustrowanago, 1905
- Na marne. Na jasnym brzegu. Pisma T. 36. Warschau: Gebethner & Wolff, 1912

### Deutsche Übersetzungen
- Zersplittert. Aus dem Kiewer Studentenleben. Leipzig: Reclam, 1882 (Übersetzung: Philipp Löbenstein)
- Zersplittert und andere Novellen. Regensburg: Habbel, o. J.
- Zersplittert. Aus dem Kiewer Studentenleben. Neuausgabe. Leipzig: Reclam, 1918 (Übersetzung: Philipp Löbenstein)